# Ďábel se skrývá v mlze
Ďábel se skrývá v mlze (1966, Devil in the Fog) je dobrodružný román pro mládež od anglického spisovatele Leona Garfielda. Kniha získala roku 1967 jako první vůbec prestižní cenu Guardian Award, určenou pro britské autory dětských knih.

## Obsah románu
Vypravěčem románu je čtrnáctiletý George Treet, který je stejně jako jeho sourozenci členem chudé potulné divadelní společnosti jejich otce. George otce považuje za geniálního muže, který se pouze díky zlému osudu nemůže prosadit. 
Dvakrát v roce navštíví hereckou rodinu tajemný cizinec a předá otci určitý peněžní obnos. George tuší, že to nějak souvisí s ním a s jakousi dávnou událostí. Vše se mu potvrdí v okamžiku, když cizinec oznámí, že již nepřijde. Pan Treet mu oznámí, že je ve skutečnosti v dětství unesený syn bohatého sira Johna Dexteta a že nastal čas vrátit se ke své původní rodině.
Když ho pan Treet dopraví na zámek jeho nového otce, dozví se George, že sir John je těžce zraněn. Byl střelen v souboji se svým bratrem kapitánem Richardem, o kterém tvrdí, že je viníkem únosu jeho syna (kdyby totiž sir John zemřel bez mužských potomků, stal by se Richard dědicem titulu i rodinného bohatství). 
George se s těžkám srdcem rozloučí se svou původní rodinou. Pan Treet obdrží odměnu 2000 liber a odjíždí do Londýna, aby se zde konečně proslavil. Brzy se však objeví na Dexterově panství znovu, protože díky jeho úžasným pyrotechnickým atrakcím vyhořelo do základů divadlo, ve kterém působil, takže je opět bez peněz. 
Mezitím si George na Dextetově zámku získá nové přátele, ale zároveň cítí kolem sebe skryté nepřátelství. Pocit se změní v jistotu, když se v blízkém lesíku setká se svým strýcem Richardem, který uprchl z vězení. Ten se snaží dostat z chlapce nějaké peníze, stejně jako pan Treet, o kterém začíná být George přesvědčen, že je spoluviníkem jeho únosu.
Když jede George za panem Treetem do místního hostince, dostane od svého otce pistoli na obranu. Setká se opět se svým strýcem, který mu ukáže, že pistole má prasklou hlaveň, která by se pří výstřelu roztrhla a zabila by jej. Podle strýce to bylo uděláno schválně. Strýc dá Georgovi svou pistoli, která je té od otce téměř k nerozeznání. Při návratu si pistole opět vymění a vzápětí je George přepaden. Než se pokusí z poničené pistole vystřelit, strýc útočníka zastřelí. George marně přemýšlí, kdo to vše zinscenoval, aby jej pistole zahubila. Strýc si s Georgem definitivně vymění pistole, aby měl funkční zbraň na svou obranu. 
Protože se strýc Richard, aby se uživil, dopouští drobných krádeží, rozhodne se sir John, který se již ze zranění téměř zotavil, uspořádat na lupiče hon. Na lovu se setká se svým bratrem, vyrve mu jeho pistoli a namíří jí na přicházejícího syna. Při výstřelu se hlaveň roztrhne a sir John umírá. 
Pravda vychází najevo, George není synem sira Johna, ale pana Treeta. Skutečný Johnův syn v roce zemřel a sir John vymyslel plán, jak zabránit bratrovi v dědění. Syna pochoval tajně v lesíku, fingoval jeho únos, ze kterého obvinil svého bratra, a přes svého právníka, který jinak o ničem nevěděl, zakoupil chlapce stejného věku. Právník byl tím tajemným cizincem, který navštěvoval Treetovu rodinu a přinášel dvakrát do roka 30 liber. Protože sir John trpěl srdeční chorobou a doktor mu oznámil, že mu již moc života nezbývá, rozhodl se svůj plán dokončit. Pověřil právníka, aby koupené dítě přivedl na zámek, a sám se rozhodl, že se nechá od bratra zabít v souboji. Ten jej střelit nechtěl, ale sir John se sám vrhl do dráhy jeho střely. Když nezemřel, nemohl se smířit s tím, že jeho dědicem se stane syn potulného komedianta, a rozhodl se že jej zabije.
George se vrátí ke své pravé rodině a otci odpustí. Sir Richard Dexter je finančně podporuje, takže jim již nehrozí bída.

## Filmové adaptace
- The Devil in the Fog (1968), britský šestidílný televizní seriál, režie Michael Currer-Briggs,

## Česká vydání
- Ďábel se skrývá v mlze, Albatros, Praha 2007, přeložila Ludmila Kožená.